# Немани Надоло
Немани Надоло (енгл. Nemani Nadolo; 31. јануар 1988) фиџијски је рагбиста који тренутно игра за рагби јунион тим Крусејдерси.

## Биографија
Висок 196 цм, тежак 126 кг, Надоло игра на позицији број 11 - лево крило, а познаваоци рагбија сматрају да подсећа на Џону Ломуа. Пре Крусејдерса наступао је за Перт спирит, Рендвик, Менли, Бергојн, Грин рокетс и Ексетер чифсе. За репрезентацију Фиџија је одиграо 23 тест меча и постигао 17 есеја.